# Усть-Антосе
Усть-Антосе (рос. Усть-Антосе) — селище Баунтовського евенкійського району, Бурятії Росії. Входить до складу Сільського поселення Сєверне.
Населення — 4 особи (2015 рік).